# Seeser Bergbaufolgelandschaft
Das Naturschutzgebiet Seeser Bergbaufolgelandschaft liegt im Landkreis Oberspreewald-Lausitz in Brandenburg.
Das Gebiet mit der Kenn-Nummer 1113 wurde mit Verordnung vom 16. Januar 1997 unter Naturschutz gestellt. Das rund 892 ha große Naturschutzgebiet erstreckt sich nordöstlich von Groß Jehser, einem Ortsteil der Stadt Calau. Westlich verläuft die A 13, südwestlich die Landesstraße L 52 und östlich die L 55. Nordwestlich erstreckt sich der 140 ha große Schönfelder See.